# 马存亮 (1933年)
马存亮（1933年12月—2006年2月28日），回族，新疆玛纳斯县人，中国政治人物，新疆维吾尔自治区人大常委会原副主任。

## 生平
1950年5月参加工作，1955年加入中国共产党。曾在中国人民大学计划系专修科学习。历任乌鲁木齐专署机要秘书、财委秘书，昌吉回族自治州人民委员会财委秘书、计统科副科长、计委副主任、计划局副局长，中共昌吉回族自治州工委副主任、常委。1983年至1993年，任昌吉回族自治州州长。1993年至1998年，任新疆维吾尔自治区人大常委会副主任。晚年任《回族文学》杂志顾问。2006年2月28日13时45分逝世。